# Ісхак Абдулразак
Ісхак Абдулразак (фр. Ishaq Abdulrazak, нар. 5 травня 2002, Кадуна, Нігерія) — нігерійський футболіст, півзахисник бельгійського клубу «Андерлехт». На умовах оренди грає за шведський «Геккен».

## Ігрова кар'єра
Ісхак Абдулразак починав займатися футболом в нігерійській «Юніті Академі». У 2020 році він приїхав до Європи, де проходив оглядини у шведському клубі «Норрчепінг». Він тренувався з клубом два тижні після чого підписав повноцінний контракт. У червні 2020 року Абдулразак зіграв першу гру у шведському чемпіонаті.
Влітку 2022 року футболіст перейшов до бельгійського клубу «Андерлехт», з яким підписав чотирирічний контракт.